# Jonathan González (meksykański piłkarz)
Jonathan Alexander González Mendoza (ur. 13 kwietnia 1999 w Santa Rosa) – meksykański piłkarz z obywatelstwem amerykańskim występujący na pozycji defensywnego pomocnika, reprezentant Meksyku, od 2024 roku zawodnik Juárez.

## Kariera klubowa
González urodził się w mieście Santa Rosa w Kalifornii. Jest synem meksykańskich imigrantów (jego ojciec pochodzi ze stanu Guanajuato, zaś matka z Michoacán), posiada młodszego brata. W wieku dziewięciu lat rozpoczął treningi w lokalnej amatorskiej drużynie Atlético Santa Rosa. W 2013 roku wziął udział w prestiżowym turnieju juniorskim Sueño Alianza, przeznaczonym dla zawodników o latynoskim pochodzeniu mieszkających w Stanach Zjednoczonych. Po świetnym występie w rozgrywkach został zaproszony na testy przez trzynaście klubów z ligi meksykańskiej oraz przez federacje piłkarskie Stanów Zjednoczonych i Meksyku. Przez pewien czas trenował z meksykańskim Club Tijuana, lecz ostatecznie w lutym 2014 zdecydował się przyjąć ofertę klubu CF Monterrey i w wieku czternastu lat przeniósł się do jego akademii młodzieżowej. Tam występował głównie na pozycji ofensywnego pomocnika, z biegiem czasu będąc przesuwanym bardziej w głąb pola.
W czerwcu 2017 González podpisał pięcioletni profesjonalny kontrakt z Monterrey i został włączony przez trenera Antonio Mohameda do pierwszej drużyny. W Liga MX zadebiutował 21 lipca 2017 w zremisowanym 0:0 spotkaniu z Morelią. Z racji nieobecności Jesúsa Moliny (który przebywał wówczas z reprezentacją na Złotym Pucharze CONCACAF) od razu został podstawowym środkowym pomocnikiem drużyny i nawet po jego powrocie nie oddał już miejsca w składzie. W swoim debiutanckim, jesiennym sezonie Apertura 2017 wywalczył z Monterrey tytuł wicemistrza Meksyku oraz zdobył Copa MX – puchar Meksyku. Sam (w wieku zaledwie osiemnastu lat) został wybrany przez władze ligi do najlepszej jedenastki ligi meksykańskiej.

## Kariera reprezentacyjna
Dysponujący podwójnym obywatelstwem González w wieku czternastu lat rozpoczął występy w juniorskich reprezentacjach Stanów Zjednoczonych. Przez kolejne lata był powoływany do amerykańskich reprezentacji w różnych kategoriach wiekowych – kolejno do lat siedemnastu, osiemnastu i dwudziestu. W lutym 2017 znalazł się w ogłoszonym przez Taba Ramosa składzie reprezentacji Stanów Zjednoczonych U-20 na Mistrzostwa Ameryki Północnej U-20. Na kostarykańskich boiskach był najmłodszym zawodnikiem swojej drużyny i pełnił rolę rezerwowego, rozgrywając jeden z sześciu możliwych meczów (w roli rezerwowego). Amerykanie triumfowali natomiast w kontynentalnym turnieju, pokonując w finale po rzutach karnych Honduras (0:0, 5:3 k).
Wobec świetnych występów nastoletniego Gonzáleza w barwach Monterrey, meksykański związek piłkarski Federación Mexicana de Fútbol Asociación rozpoczął starania o przekonanie zawodnika do gry w reprezentacji Meksyku. W styczniu 2018 gracz oficjalnie ogłosił, iż będzie reprezentował barwy kraju swoich rodziców. Kilkanaście dni później otrzymał od FIFA pozwolenie na zmianę barw narodowych. Decyzja zawodnika stała się przyczyną szerokiej dyskusji w mediach, szczególnie amerykańskich, zarzucających władzom swojej federacji opieszałość w staraniach o zatrzymanie utalentowanego pomocnika i zwracających uwagę na przyszły problem wyboru przez młodych graczy wychowanych w Stanach Zjednoczonych reprezentowania innego kraju.
W seniorskiej reprezentacji Meksyku González zadebiutował za kadencji selekcjonera Juana Carlosa Osorio, 31 stycznia 2018 w wygranym 1:0 meczu towarzyskim z Bośnią i Hercegowiną.